# Јевреји у Републици Српској
Јевреји у Републици Српској су грађани јеврејског поријекла и јеврејске етничке припадности, који живе и раде на територији Републике Српске. Присуство Јевреја на овим просторима могуће је пратити од времена прије нове ере, а таласи њихових досељавања су трајали дужи низ вијекова. Јевреји данас представља малобројну националну мањину, иако је њихова историја на овим просторима присутна кроз дуги низ вијекова, а сам број Јевреја је био знатно већи прије Другог свјетског рата и геноцида над јеврејским народом познатог као Холокауст. Током спровођења Холокауста од стране нацистичких, фашистичких и усташких структура Јевреји су скоро у потпуности избрисани са територије данашње Републике Српске. Мали број је након рата одселио у Израел, нову државу формирану за Јевреје, након хиљадугодишњег понављања ријечи: „Ако те заборавим мој Јерусалиме, дабогда ме десна рука издала”.
Споменици који свједоче о постојању јеврејске заједнице се могу пронаћи широм Републике Српске, док је данашња јеврејска заједница у Републици Српској веома малобројна, сконцентрисана око мјеста у којима постоје јеврејски објекти тј. синагоге. У Републици Српској данас су активне двије јеврејске вјерске општине у склопу којих су изграђене синагоге, једна је смјештена у Бањалуци, а друга у Добоју. Такође, постоји и неколико удружења која окупљају јеврејски народ и баштине традицију пријатељских односа између јеврејског и српског народа. На територији цијеле Републике Српске најактивнија јеврејска заједница смјештена је у Бањалуци, гдје је по резултатима пописа живјело највише припадника ове нације. Иако подаци са пописа говоре о малобројности Јевреја у граду на Врбасу, подаци јеврејске општине навода да је током 2020. јеврејска општина имала 115 чланова.
Јевреји су једна од седамнаест службених националних мањина у Републици Српској, а њихове интересе заступају представници и делегати у Вијећу народа Републике Српске, Савјету националних мањина и Савезу националних мањина. Делегати из Вијећа народа се распоређују у радна тијела, Савјет националних мањина бира предсједника, потпредсједника и секретара, док Савез националних мањина бира предсједника, потпредсједника и Координационо тијело, које 2016. године замјењује Управни одбор. Јевреји су учествовали у оснивању Савеза националних мањина, а до сада су имали делегате у свим сазивима Вијећа народа, Савеза националних мањина и Савјета националних мањина, једном су обнашали дужност предсједника Савеза националних мањина, док мјесто предсједника Савјета националних мањина до сада нису обнашали.

## Историјат
Присуство Јевреја на Балкану према историјским показатељима датира још од 6. вијека прије нове ере, када су Феничани продавали Јевреје по јонским острвима као робље. Нихово присуство на Балкану је далеко веће након грчко-римских освајања Свете земље, када су Јевреји за релативно кратко вријеме практично протјерани из Палестине. Први европски Јевреји су били они који су насељавали подручја Грчке и Македоније, одакле су се проширили и на остатак Балканског полуострва. О присуству и распрострањености Јевреја на тлу јужнославенских земаља из периода касне антике те 2. и 4. вијека свједоче бројна археолошка налазишта из разних крајева, попут оних из Сарајева, на чијим је надгробним плочама уклесано латинским писмом: „Јехова адонај” (хебр. у име Бога), што индиректно говори у прилог историјским чињеницама да су Јевреји на подручја сјеверног и средњег Балкана дошли из правца запада пратећи римске легије, а из правца истока за вријеме Порте. Кључни фактор доласка сефардских Јевреја у Босанску Крајину, тачније у Бању Луку, представља успостављање живе трговине у Сплиту и око њега и даље према унутрашњости, што индиректно упућује на могућност спорадичног а касније и групног доласка Јевреја трговаца у Босанску Крајину, за вријеме краља Стефана Твртка I из правца млетачке Венеције, а из правца Шпаније након егзодуса, с тим што се у оба случаја њихов долазак одвија преко Анконе и Венеције с једне, те Дубровника, Сплита, а касније и Шибеника и Задра с друге стране.

### Јевреји у Бања Луци
Протјеривање ашкенаских Јевреја из средње и источне Европе, егзодус сефарда са Пиринејског полуострва због наводног неприхватања хришћанства и појава Отоманске империје на Балкану кључни су историјски моменти за прекретницу у развоју јеврејства и јудаизма на Балканском полуострву. Благонаклоност турских султана према Јеврејима постојала је много прије ступања турских трупа на европско тло, због њихове наобразбе и познавања заната и трговине. Прводошли Јевреји Бање Луке дочекани су од стране муслиманског живља са дозом неповјерења, па се у почетку нису могли населити у самој бањалучкој чаршији, него су на кратко вријеме принуђени да станују у хановима, попут Шибића хана. Живјели су повучено и издвојено, у мањим групама, упућени једни на друге због међусобне комуникације на матерњем јеврејско-шпанском језику (јудео-еспањол), са обиљем израза из турског и италијанског језика, којим су допуњавали поједине празнине у јеврејском, који је и као такав и даље био у свему доминантан. 
За јеврејску заједницу у Бањалуци значајно је откриће јеврејског надгробног споменика из 17. вијека у близини Бањалучког санџака, тачније у Дервентском округу и стећка из Великог Прњавора, који упућује на то да се ради о млетачком Јеврејину трговцу. Све су ове тврдње о присуству једног броја Јевреја трговаца у и око Бање Луке крајем 16. вијека засноване на многим чињеницама које налазе своје индикативно упориште у историјским архивама градова Дубровника и Сплита. Користећи архивску грађу града Дубровника за приказ привредних прилика у Бањој Луци током 16. вијека, Богумил Храбак је написао: „Појединачно било је у Бањој Луци од 80-тих година 16. вијека стално насељених Јевреја трговаца, а вјероватно и љекара. Ипак Јевреји нису толико карактеристични за бањалучку чаршију колико за сарајевску“. Богумил Храбак надаље спомиње имена двојице јеврејских трговаца из Бање Луке, неког Јусуфа (највероватније Јозефа) и Баруха. Храбак наводи да су неки Јевреји крајем 16. вијека дошли у Бању Луку из Сплита и да је један Јеврејин љекар у поменутом периоду упућен из Дубровника и да је у граду на Врбасу окончао свој живот. И. Педерин у једном свом раду наводи да је „генерални провидур Далмације Францесцо Зен 1633. године послао свог поклисара Јозефа Пенсу босанском паши у Бању Луку ради успоставе ширих трговачких веза са сплитском луком и лазаретом и евентуалним отварањем намјенског представништва у Бањој Луци. Сви ови наводи из докумената архива у Бањој Луци, Сплиту и Дубровнику пружају јако добар увид у организацију транзитне трговине и сложене трговачке мреже распрострањене дуж путева и раскрсница између Солуна, Цариграда, Сарајева, Бање Луке, Сплита и Венеције и градова сјеверне Европе. Интересантно је у вези с тим напоменути да код многих историчара постоје подијељена мишљења о доласку, боравку и правцу кретања сефардских Јевреја на територији данашње Републике Српске након егзодуса са Пиринејског полуострва. Чини нам се да, што се тиче доласка Јевреја у Бању Луку, обје теорије могу бити прихваћене, с тим што је долазак Јевреја у Бању Луку у мањем броју на прелазу 16. у 17. вијек везан за развој трговине преко Сплита и Дубровника, а већи број је везан за слабљење лучке трговине због пада Венеције 1797. године, што почетком 19. вијека доводи до већег исељавања Јевреја из далматинских градова према територији данашње Републике Српске. Масовнији долазак сефардских Јевреја у Бању Луку почетком 19. вијека из правца Сарајева, Скопља и Битоља је везан за постеманципациони период Јевреја на овим просторима након доношења фермана султана Абдул Меџида 1840. године, којим су призната грађанска права и Јеврејима и хришћанима, уз могућност подизања вјерских објеката, синагога и цркава, те отварање основних и средњих школа на постојећим језицима.
Масовнији долазак ашкенаских Јевреја у Бању Луку је везан за све драконске законе цара Јосифа другог уз ограничење насељавања и боравка Јевреја на земљи под влашћу Аустро-Угарске и анексију Босне и Херцеговине у другој половини 19. вијек. Писаних трагова о присуству и одређеном мјесту стално насељених Јевреја у Бањој Луци у 17. вијеку нема, али се на основу каснијих локација изграђених јеврејских кућа може претпоставити да је била у непосредној близини Говедарнице и Безистана. Јевреји се првобитно јављају међу трговцима, а тек послије, стицањем потребних услова, доводе и остали дио породице. За вријеме османлија на територији данашње Републике Српске су се по брзом развоју и већој концентрацији Јевреја истицала само два мјеста: Бања Лука и Бијељина. Слиједећи новотрасиране привредне путеве, Јевреји из већих мјеста прелазе у мања провинцијска мјеста, те из Бање Луке прелазе у Приједор и Нови Град.
У Бања Луци се повећава број Јевреја половином 19. вијека. Потврду за ово налазимо у свједочанствима које је оставио професор Стојан Бјелић, у којима тврди да је Саламон Хаима Пољокан, стигавши 1860. године у Бања Лука|Бању Луку, ту затекао тројицу истовјераца, старосједилаца, некога Баруха, Исака Папу званог Папић и Менту Левија, благајника у Јеврејској општини сефардског обреда, која је основана 1848. године. Оснивачи нешто бројније Јеврејске општине сефардског обреда у Бањој Луци били споменута четворица Јевреја: Барух, Исак Папо, Менто Леви и Саламон Пољокан, трговац. До времена аустроугарске окупације 1878. године у Бањој Луци је, уз домицилно становништво, живјела искључиво етничка скупина Јевреја сефарда, поријеклом из Шпаније и Португала.Бања Лука је имала двије јеврејске општине, сефардску и ашкенаску. Обје су врло старе, а у Бањалуку су већином долазили Јевреји из Сарајева и Травника. Прије Другог свјетског рата живјело је у Бањој Луци око 400 Јевреја. Књиге Сефардске и Ашкенаске општине су потпуно уништене. Храм је био саграђен 1902. године, а гробље основано 1883. године.
Јеврејска заједница у Бањалуци доживила је најтрагичније дане на самом почетку Другог свјетског рата, када је по наређењу др Виктора Гутића убијен је и посљедњи Јевреј који се затекао у Бањој Луци. Одмах по стварању НДХ, концем априла 1941. године, Јевреји Бање Луке стављени су ван закона. Наређено им је да у року од 24 сата морају напустити своје станове у центру града и преселити се у најдаља предграђа. Усташе су претвориле јеврејски храм у јавну кућу. Својим кућама се вратило послије рата 24 лица. Прво купљење Јевреја почело је у јуну 1941. године. Они су били одведени у непознатом правцу и вјероватно убијени прије него су стигли до неког логора. Почетком јула опет су похватани мушкарци и побијени. 16. јула 1941. године одведени су старији Јевреји оба пола у Стару Градишку и тамо сви поубијани. 28. јула 1942. године били су одведени сви преостали Јевреји (170) и поубијани у разним усташким логорима. Уништени су храмови, опустошена гробља и разграбљена јеврејска имовина. Бања Лука је остала без Јевреја. На парцели Јеврејског гробља подигнут је 1977. године споменик са натписом: „0вдје су сахрањени ексхумирани посмртни остаци са старог Јеврејског гробља у Борику”. Овај споменик подсјећа на Бањалучку јеврејску заједницу, као и на многобројне Јевреје, грађане Бање Луке који су изгубили животе као жртве фашистичког терора 1941—1945. године.
Јеврејска заједница на подручју овог града је постојала вијековима, а иако данас малобројна оставила је велики траг на пољу културе  развоја овог града. У Бањалуци је изграђен нови Јеврејски центар који је један од симбола њиховог вишевјековног присуства на овим просторима, а град Бањалука и Република Српска данас одржавају врло блиске и добре односе са Израелом и јеврејском заједницом. Јеврејска општина Бањалука током 2020. је бројала 115 чланова, чиме је примјетан благи пораст припадника јеврејске заједнице.
У Бањој Луци је данас активна Јеврејска општина Бањалука, Удружење Јевреја Бањалука, док је у самом граду изграђен Јеврејски културни центар „Арије Ливне”, у коме се налази синагога „Илона Вајс”. Највећи број података о бањолучким јеврејима, као и детаљне податке о масовним убистивима, хапшењима и гашењу јеврејске заједнице у граду на Врбасу могуће је пронаћи на страницама Ел мундо сефарад.

### Јевреји у Бијељини
Стотину година били су дио бијељинске општине. Током Другог свјетског рата, од 350 бијељинских Јевреја, 318 је убијено. Од тада, у овом граду нема јеврејских породица. Остале су грађевине, дио гробља и сјећање. Најранији трагови о насељавању Јевреја у Бијељину потичу из половине 19. вијека. Јевреји Сефарди (Сефард је јеврејски назив за Иберијско полуострво) у Бијељину су се почели досељавати 1851. из Сарајева, Скопља и Солуна. Јевреји су се у Бијељини најчешће бавили трговином, али и другим нарочито занатским занимањима као и чиновничким професијама.
У најбољем сјећању становника Бијељине и Семберије остао је др Јакоб Кохут, по занимању љекар који је рођен у јеврејској трговачкој породици у Бечу 1836. године. Био је први и једини љекар у бијељинској болници основаној 1880. године. Међу Јеврејима је, наравно, било, поред већ поменутог, и других личности које су на неки начин утицали на друштвено-политичку и духовну атмосферу града Бијељине. Куриозитет је да и нека велика имена из свијета умјетности, наши савременици, воде поријекло управо из Бијељине. Како се наводи, дјед једне од најпознатих глумица, Мире Фурлан, био је угледни бијељински трговац.
О животу Јевреја у Бијељини остале су да свједоче бројне грађевине. На мјесту некадашње синагоге данас се налази спомен плоча која представља важно спомен обиљежје овога народа на овим поручју. Један од подсјетника на боравак Јевреја у Бијељини је и јеврејско гробље које се налази у Сремској улици, а посљедњи пут је уређено 2005. године.
Да се ради на очувању сјећања на овај народ добар примјер је и изложба која је организована поводом Дана града Бијељине, 24. септембра и међународног обиљежавања Дана европске баштине у оквиру програма Савјета Европе. Поред тога у Бијељини је боравило око 30 младих људи из Београда, Зрењанина, Новог Сада, Загреба, Скопља, Бања Луке, Сарајева и Добоја као знак подршке одржавању сјећања на Јевреје са овог подручја.

### Јевреји у Добоју
Јевреји који су се настанили у овим крајевима основали су Јеврејску општину у Добоју још 1871. године и од тада дјелује и ради до данашњих дана. Три године касније, 1874. граде синагогу. Током Другог свјетског рата, у вријеме нацистичке окупације, скоро цјелокупно јеврејско становништво Добоја одведено је у логоре из којих се никада нису вратили.
Кроз историјски развој Добоја Јевреји су оставили неизбрисив печат живота и рада. Дали су немјерљив допринос у развоју привреде, културе, здравства, трговине и занатске дјелатности. Први добојски љекар био је Јевреј Симон Леви, доктор Рихард Скутески основао је прво пјевачко друштво у Добоју 1927. године, а његова супруга била је прва добојска медицинска сестра. Први ветеринар који се помиње у историји Добоја био је Леополд Калц 1920. године, док су браћа Песах први добојски трговци који су отворили робну кућу. Јевреји су били власници и прве добојске банке и штампарије, коју је водио Мориц Тринки, а први адвокат у граду био је Емил Рубинштајн.
Јеврејски културни центар "Бејт Шалом" са синагогом у Добоју обновљен је 2003. године. Његује културу и традицију Јевреја, али и ради на очувању споменика јеврејске културе и трагова живота Јевреја у овом крају. С тим циљем подигнута је и спомен-плоча добојским Јеврејима, на којој су исписана имена 89 Јевреја страдалих 1941. године.

## Религија
Јевреји у Републици Српској, као и већина њихових сународника, у матичној земљи, као и широм свијета су припадници јеврејске религије Јудаизма. У Републици Српској, данас постоје двије јеврејске општине, са по једним вјерским објектом, то јесте синагогом. Синагога "Илона Вајс" се налази у Бања Луци у склопу Јеврејског културног центра, у јеврејској општини Бања Лука, која је формирана 1848, а синагога "Бејт Шалом" се налази у Добоју у склопу јеврејске општине Добој формиране 1871. године. Данас је Јеврејска општина у Добоју малобројна заједница у односу на друге конфесије, а поред Добоја, дио грађана јеврејске припадности живи у Теслићу, Шамцу и Дервенти. Синагога “Илона Вајс” је добила назив по мајци предсједника центра Арие Ливне која је од стране нациста спаљена у логору Аушвиц. Први је вјерски објекат, изграђен након седам деценија, у ком Јевреји могу да се посвете молитви, проучавању светих списа, а отворен је и за посјетиоце.
Прије Другог свјетског рата на територији града Бања Лука су постојале четири синагоге, три сефардске и једна ашкенаска. Последња је уништена 1944. године.
Други објекат се нализи у Добоју и носи назив Бејт Шалом или како је још називају „Кућа мира”. Први јеврејски дом са синагогом у Добоју подигнут је 1874. године, а уништен је 1942. године, током Другог свјетског рата. Пронађена су једино улазна врата која данас стоје као симбол сјећања у дворишту новоизграђене добојске синагоге. Данашња добојска синагога освештана је у новембру 2003. године, након реконструкције породичне куће Александра Врховског и Ота Каламара изграђене 1922. године. Поред синагоге, у објекту дјелује Јеврејски културни центар и Јеврејска општина у Добоју. Ова светиња је подигнута уз помоћ добрих људи, а посебно Слободана Павловића и његове супруге Мире.

### Јеврејски културни дом са синагогом у Бања Луци
Градња овог Храма се приступило 26. октобра 1936. године на истом мјесту гдје се налазио и стари Храм на раскршћу улица Јукићеве и Принца Павла, која се сада у спомен Храма зове Јеврејска улица. Након два мјесеца исте године освештани су темељи синагоге и Јеврејског културног дома у Бања Луци који се налазио под кровом. Зграду је освештао је врховни надрабин Краљевине СХС Исак Алкалај у пратњи бањалучких рабина С. Кона и М. Атијаса. Јеврејски културни и дом са сефардском синагогом, је био јединствено архитектонско ријешење које је завршен 1937. године. Састојао се од низа елемената који су чининили једну цјелину и у потпуности задовољавале све вјерске и културне потребе Јеврејског народа у Бања Луци, чији број од 600 припадника у односу на цијелокупно градско језгро града пред сами рат био импозантан. Јеврејски културни дом са синагогом се састојао од хедера (јеврејске основне школе) читаонице са библиотеком вјећнице, свечане дворане, пријемног салона, више општинских канцеларија и станаза рабина.

### Јеврејски храмови на територији Републике Српске
- Бејт Шалом — Кућа мира у Добоју
- Синагога у Бања Луци, прије Другог свјетског рата
- Синагога у Бијељини, прије Другог свјетског рата
- Синагога у Вишеграду, прије Другог свјетског рата

## Удружења
У Републици Српској, постоји само једно удружење, које окупља припаднике јеврејског народа, као и поштоваоце јеврејске, историје и културе, а његов назив је Удружење Јевреја Бања Лука. Удружење је основано 2002. године у жељи да се припадници јеврејске општине Бања Лука у основи прилагоде новонасталом актуалном тренутку транзицијске преобразбе друштва које је је на сцени након распада Југославије.

### Прве Јеврејске општине
Прва јеврејска општина на данашњим просторима Републике Српске је настала још прје два вијека, 1848. године у Бања Луци. Из историјских чињеница и доказа, прво спомињање Јевреја у Бањој Луци датира из краја 16. вијека, док њихова бројност значајно расте половином 19. вијека након доношења царског декрета Абдул Међида, 1840. године, којим се Јеврејима даје пуна аутономија и признају грађанска права. Одабиром Моше Перере за главног хамамбашу (надрабина) Јевреји добијају пуну вјерску слободу, као и права на изградња синагога и вјерских школа. Не дуго послије 1848. године су се стекли услови за формирање прве Јеврејске вјероисповједне општине у Бањој Луци, а 1870. године и до изградње прве синагоге сефардског обреда на лијевој обали ријеке Црквене (локација данашње пијаце) са мелдаром (основном јеврејском школом) кога су похађала 23 дјечака.

#### Јеврејска друштва
На подручју Бање Луке као и цијеле Босне и Херцеговине је дјеловало најстарије јеврејско-хуманитарно друштво „Ла Беневоленција” основано 1892. године и која је носила примат за питања социјалне скрби, првенствено на пољу школовања и образовања младих и перспективних генерација.
Међу најстаријинм и најтрајнијим жидовским удружењима у Бања Луци је било „Кадимах” (хеб. Напријед) које се бринуло о одржању грађанске равноправности Јевреја по питању социјалне правде, демократије и заштите. Поред ова два удружења дјеловала су и удружења „Јеврејског госпојинског друштва”, „Беруриа”, као и три омладинска друштва „Езра”, „Дебора” и „Б’не Цион”. Такође је и постојало јеврејско гласило у БиХ „Јеврејски живот”, а касније „Јеврејски глас”, те омладинска спортска друштва „Макаби” (хеб-чекић). Све је то постојало захваљујући упорном раду и залагању јеврејске омладине и студентске интелегенције.

## Распрострањеност
По попису становништва 2013. у Босни и Херцеговини, а према подацима које је издао Републички завод за статистику, и који су једини валидни за Републику Српску, у Републици Српској је живјело 59 Јевреја. Јевреји настањују сљедеће општине и градове:
| Јевреји, по општинама и градовима, према попису становништва 2013. у Републици Српској |        |
| јединица локалне самоуправе                                                            | укупно |
| укупно                                                                                 | 59     |
| Бања Лука                                                                              | 20     |
| Бијељина                                                                               | 3      |
| Вишеград                                                                               | 1      |
| Дервента                                                                               | 1      |
| Градишка                                                                               | 1      |
| Добој                                                                                  | 6      |
| Источна Илиџа                                                                          | 2      |
| Лакташи                                                                                | 2      |
| Нови Град                                                                              | 3      |
| Пале                                                                                   | 5      |
| Приједор                                                                               | 1      |
| Сребреница                                                                             | 1      |
| Теслић                                                                                 | 11     |
| Фоча                                                                                   | 1      |
| Челинац                                                                                | 1      |
| Шамац                                                                                  | 1      |

## Познате личности
- Мирослав Микеш, адвокат, професор права из Републике Српске, предсједник Фондације Јасеновац-Доња Градина, потпредсједавајући Вијећа народа Републике Српске и члан Сената Републике Српске.
- Јаков Данон, предсједник Јеврејске општине Бањалука и потпуковник Војске Републике Српске.